# 上東門院小馬命婦

## プロフィール
・名前：上東門院小馬命婦（じょうとうもんいんこまのみょうぶ）
・本名：不詳
・生没年：不詳
・家族：　父…藤原棟世　母…清少納言
・仕事…中宮彰子に仕える女房、　歌人
・残っているもの…和歌一首のみ

## 略歴
『尊卑分脈』の系図より藤原南家・藤原棟世の娘であることが、また和歌六人党の藤原範永『範永朝臣集』の詞書より母が『枕草子』の著者として知られる清少納言であることが知られ、一条天皇の皇后・上東門院彰子に仕えたことから円融朝の小馬命婦と区別し上東門院小馬命婦と称される。
増淵勝一は、父清原元輔の友人藤原棟世と清少納言の結婚を寛和2年（986年)ごろとし、長徳・長保の交(998年-999年)には、10歳くらいで彰子後宮に参勤したと推定している。また早稻田大学大学院文学研究科蔵『後拾遺和歌抄』第16(909番歌－下記参照)の小馬命婦の注記に「前摂津守藤原棟世朝臣女、母清少納言、上東門院女房、童名狛、俗称小馬」とあることから、催馬楽「山城」「山城の狛のわたりの瓜つくり な なよや」とあることを踏まえ、「山城守」の娘の「狛」なる連想が働いて童名となったと類推している。
安藤重和は、『紫式部日記』に見える若く髪の美しい女房の「こむま」「こまのおもと」がこの人物であるとする。ただし、『紫式部日記絵詞』・黒川本『紫式部日記』には「左衛門左道順が女」と注記されているため、この注記については、父・棟世の没後、高階貴子の兄妹である高階道順の養女になったとする解釈である。
従来説は、益田勝実の「少高嶋(こまのたかしま)」なる采女説であった。萩谷朴『紫式部日記全注釈』も益田説に従っていたが、後年、安藤説によって「小馬」を清少納言の娘に改めている。
『続後撰和歌集』釈教部作者に「清少納言女」が見えるが小馬命婦と同一人物かは不明。また治暦4年（1068年）に開催された『呂保殿歌合』出詠者の「こま」なる人物の経歴には上東門院には小馬命婦として仕え、後一条天皇の時代に内侍となり、次いで章子内親王に出仕したとあるが両親については不明とされている。

## 和歌
『後拾遺和歌集』に以下の1首が採られている。高階為家は紫式部の孫。清少納言の孫との間に関係があったことになる。
『範永朝臣集』には以下の贈答が収録され、小馬命婦が『枕草子』あるいは『清少納言集』の伝来に関係したとみられている。